# Liste der Kulturdenkmale in Kayl
In der Liste der Kulturdenkmale in Kayl sind alle Kulturdenkmale der luxemburgischen Gemeinde Kayl aufgeführt (Stand: 28. September 2022).

## Kulturdenkmale nach Ortsteil

### Kayl
| Bild                                                    | Bezeichnung                                             | Lage                        | Beschreibung | Stufe | Eingetragen seit   |
| ------------------------------------------------------- | ------------------------------------------------------- | --------------------------- | ------------ | ----- | ------------------ |
| Nationales Bergarbeiterdenkmal und Grotte „Léiffrächen“ | Nationales Bergarbeiterdenkmal und Grotte „Léiffrächen“ | rue de la Forêt (Karte)     |              | PCN   | 21. Juni 2017      |
| Wohnhaus und Wegekreuz                                  | Wohnhaus und Wegekreuz                                  | 17, rue du Commerce (Karte) |              | PCN   | 14. September 2018 |
| Weitere Bilder                                          | Kirche St-Pierre-aux-Liens                              | rue de l’Eglise (Karte)     |              | PCN   | 20. Dezember 2019  |
| Wohnhaus                                                | Wohnhaus                                                | 5, rue de Tétange (Karte)   |              | IS    | 26. August 2016    |
| Wohnhaus                                                | Wohnhaus                                                | 14, rue de Tétange (Karte)  |              | IS    | 29. August 2016    |
| Wohnhaus                                                | Wohnhaus                                                | 18, rue de Tétange (Karte)  |              | IS    | 29. August 2016    |
| Wohnhaus                                                | Wohnhaus                                                | 7, rue de Tétange (Karte)   |              | IS    | 1. März 2017       |
| Wohnhaus                                                | Wohnhaus                                                | 41, rue du Faubourg (Karte) |              | IS    | 8. November 2017   |

### Tetingen
| Bild                       | Bezeichnung                     | Lage                              | Beschreibung | Stufe | Eingetragen seit  |
| -------------------------- | ------------------------------- | --------------------------------- | ------------ | ----- | ----------------- |
| Wohnhaus                   | Wohnhaus                        | 30, rue de Rumelange (Karte)      |              | PCN   | 22. Juni 2018     |
| Wasserturm                 | Wasserturm                      | Doemptchesgrond (Karte)           |              | PCN   | 6. September 2018 |
| Weitere Bilder             | Schule (École Jean-Pierre Nuel) | 9, rue de l’Ecole (Karte)         |              | PCN   | 6. September 2018 |
| Weitere Bilder             | Kirche St-Joseph                | rue Principale (Karte)            |              | PCN   | 20. Dezember 2019 |
| Denkmal für Jean Schortgen | Denkmal für Jean Schortgen      | Friedhof Tetingen (Karte)         |              | PCN   | 7. Februar 2020   |
| Weitere Bilder             | Schungfabrik                    | 12-14, rue Pierre Schiltz (Karte) |              | IS    | 16. Mai 1984      |
| Gebäude                    | Gebäude                         | 39, rue Pierre Schiltz (Karte)    |              | IS    | 31. März 2017     |
| Gebäude                    | Gebäude                         | 25, rue Pierre Schiltz (Karte)    |              | IS    | 8. November 2017  |

Legende: PCN – Immeubles et objets bénéficiant des effets de classement comme patrimoine culturel national; IS – Immeubles et objets inscrits à l’inventaire supplémentaire

## Quelle
- Liste des immeubles et objets beneficiant d’une protection nationales, Nationales Institut für das gebaute Erbe, Fassung vom 12. September 2022, S. 57 f. (PDF)

- Karte mit allen Koordinaten:
- OSM |
- WikiMap